# Torneo di Londra 1883

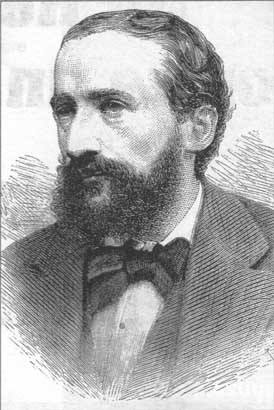
Johannes Zukertort, vincitore del torneo.

Il Torneo di Londra 1883 fu un forte torneo internazionale di scacchi disputato tra i migliori giocatori dell'epoca.

## Storia
Il torneo fu patrocinato dal Duca Leopoldo (a cui fu dedicato il libro pubblicato in seguito) e tra gli organizzatori vi era Marmaduke Wyvill. La formula era un doppio girone all'italiana e fu utilizzato per la prima volta un orologio per scacchi con due quadranti per misurare il tempo, realizzato da T.B. Wilson di Manchester. Ogni patta veniva rigiocata due volte, in caso anche la terza partita terminasse patta veniva assegnato mezzo punto ad entrambi i giocatori.
La vittoria andò a Johannes Zukertort, che fu autore di una prestazione magistrale (22/26) aggiudicandosi il torneo con tre turni di anticipo. Infatti delle prime 23 partite ne aveva vinte 22 (perdendo solo una partita contro Steinitz), poi però a vittoria matematica garantita ebbe un crollo, probabilmente dovuto alla stanchezza, perdendo le ultime tre partite contro giocatori nettamente più deboli: Mackenzie (5°), Sellman (12°) e Mortimer (13°).
Secondo e terzo furono Wilhelm Steinitz (19/26) e Joseph Henry Blackburne (16,5/26). Il torneo consolidò la posizione di Zukertort come principale rivale di Steinitz, dando origine al dualismo tra gli appassionati su chi fosse effettivamente il migliore giocatore del mondo, tale rivalità sfocerà nel primo campionato mondiale della storia.
Al torneo è legato un episodio curioso: durante il banchetto d'inaugurazione il presidente del St. George Chess Club propose un brindisi al miglior giocatore del mondo e sia Zukertort che Steinitz si alzarono contemporaneamente per ringraziare, dando origine ad un momento di imbarazzo. Tuttavia Edward Winter ha messo in dubbio la realtà di questo episodio, o che sia stato comunque ingigantito.

## Classifica
| #  | Giocatore            | 1  | 2  | 3  | 4  | 5  | 6  | 7  | 8  | 9  | 10 | 11 | 12 | 13 | 14 | Totale |
| 1  | Johannes Zukertort   | -- | 01 | 11 | 11 | 10 | 11 | 11 | 11 | 11 | 11 | 11 | 10 | 10 | 11 | 22     |
| 2  | Wilhelm Steinitz [3] | 10 | -- | 01 | 00 | 11 | 01 | 11 | 00 | 11 | 11 | 11 | 11 | 11 | 11 | 19     |
| 3  | Joseph Blackburne    | 00 | 10 | -- | 01 | 00 | 10 | 11 | 10 | ½1 | 01 | 11 | 11 | 11 | 11 | 16½    |
| 4  | Mikhail Chigorin     | 00 | 11 | 10 | -- | 11 | 01 | 01 | 01 | 10 | 10 | 10 | 11 | 10 | 11 | 16     |
| 5  | George Mackenzie     | 01 | 00 | 11 | 00 | -- | ½½ | 01 | 01 | 01 | 01 | 11 | ½1 | 11 | 11 | 15½    |
| 6  | Berthold Englisch    | 00 | 10 | 01 | 10 | ½½ | -- | 00 | ½1 | 01 | 01 | 11 | 11 | 11 | 11 | 15½    |
| 7  | James Mason          | 00 | 00 | 00 | 10 | 10 | 11 | -- | 10 | 10 | 11 | ½1 | 11 | 11 | 11 | 15½    |
| 8  | Samuel Rosenthal     | 00 | 11 | 01 | 10 | 10 | ½0 | 01 | -- | ½1 | 10 | 01 | 01 | 11 | 11 | 15     |
| 9  | Simon Winawer        | 00 | 00 | ½0 | 01 | 10 | 10 | 01 | ½0 | -- | 01 | 10 | 11 | 11 | 11 | 13     |
| 10 | Henry Bird           | 00 | 00 | 10 | 01 | 10 | 10 | 00 | 01 | 10 | -- | 00 | 11 | 11 | 11 | 12     |
| 11 | Josef Noa            | 00 | 00 | 00 | 01 | 00 | 00 | ½0 | 10 | 01 | 11 | -- | 01 | 11 | 01 | 9½     |
| 12 | Alexander Sellman    | 01 | 00 | 00 | 00 | ½0 | 00 | 00 | 10 | 00 | 00 | 10 | -- | 11 | 01 | 6½     |
| 13 | James Mortimer       | 01 | 00 | 00 | 01 | 00 | 00 | 00 | 00 | 00 | 00 | 00 | 00 | -- | 01 | 3      |
| 14 | Arthur Skipworth     | 00 | 00 | 00 | 00 | 00 | 00 | 00 | 00 | 00 | 00 | 10 | 10 | 10 | -- | 3      |